# 袁忠彻
袁忠徹（1377年—1459年），字公达，又字静思，明鄞县（今浙江省宁波市）人。
父袁廷玉精通相術，曾预言燕王朱棣稱帝，朱棣發動靖難之變即位後，拜为太常寺丞。
袁忠徹幼传父术，博學多闻，被封为尚宝司少卿，後改中书舍人，扈驾北巡。好藏书，築有瞻衮堂藏书樓。忠徹曾为于谦看相，说他“目常上视，法曰望刀眼”（日后恐遭斬首之灾），後來果然應驗。著有《人相大成》、《凤池唫稿》、《符台外集》五卷等。

## 延伸阅读
[在维基数据编辑]
 《國朝獻徵錄·卷之七十七》，出自焦竑《國朝獻徵錄》
 《明史卷二百九十九》，出自《明史》